# El Puesto (Guanajuato)
El Puesto es una localidad del estado mexicano de Guanajuato. Es parte del municipio de Celaya.

## Demografía
| Gráfica de evolución demográfica |
|                                  |

| Censo | Población |
| ----- | --------- |
| 1900  | 248       |
| 1910  | 268       |
| 1921  | 192       |
| 1930  | 228       |
| 1940  | 437       |
| 1950  | 403       |
| 1960  | 490       |
| 1970  | 657       |
| 1980  | 296       |
| 1990  | 1 154     |
| 2000  | 1 186     |
| 2010  | 1 249     |
| 2020  | 1 366     |